# Harry Hemley Plaskett
Harry Hemley Plaskett, kanadski astronom in častnik, * 5. julij 1893, † 26. januar 1980.